# Parvis des gentils
Le Parvis des gentils (italien : Cortile dei gentili) est une structure créée par le Vatican en 2011 afin d'encourager le dialogue entre les croyants et les non croyants. En fait, il s'agit de plusieurs événements qui se tiennent dans différentes villes. Il s'agit également d'un site Internet où sont notamment diffusés en direct ces événements.

## Histoire
L'idée du Parvis des gentils, et plus généralement de la rencontre avec les non-croyants, est née du discours de Noël de Benoît XVI à la curie romaine le 21 décembre 2009, dans lequel il évoquait le parvis des gentils un espace dans l'ancien temple de Jérusalem qui n'était pas réservé aux juifs, mais ouvert aux gentils c'est-à-dire aux non-juifs pour s'approcher du mystère de la foi, rencontrer les docteurs de la loi, écouter les réponses qu'ils pouvaient apporter aux questionnements de chacun, sans distinction de race, de culture ou de religion. Et le pape de proposer « Je pense que l’Église devrait aujourd'hui aussi ouvrir une sorte de « parvis des Gentils », où les hommes puissent d'une certaine manière s'accrocher à Dieu, sans le connaître et avant d'avoir trouvé l'accès à son mystère, au service duquel se trouve la vie interne de l’Église. Au dialogue avec les religions doit aujourd'hui surtout s'ajouter le dialogue avec ceux pour qui la religion est une chose étrangère, pour qui Dieu est inconnu et qui, cependant, ne voudraient pas rester simplement sans Dieu, mais l'approcher au moins comme Inconnu. »
Le conseil pontifical pour la culture se saisit de cette question. Et en février 2011, à la veille de la première rencontre du Parvis des gentils organisée à Paris, le cardinal Gianfranco Ravasi en précise le sens: le dialogue entre les croyants et les non-croyants ne doit pas se limiter à la recherche d'un plus petit commun dénominateur mais doit viser à confronter les points de vue sur les questions fondamentales de la vie. Il indique qu'il souhaite « réintroduire l'usage ancien des disputatio comme on les appelait alors, même si à l'époque elles visaient à confronter des opinions différentes tandis qu'aujourd'hui elles auront lieu entre croyants et non-croyants. » Et d'ajouter « Je souhaite que les questions fondamentales y soient mises en discussion »,. 
Après son élection, le pape François a exprimé son attachement à ce projet.